# 埃爾穆尼奧斯
埃爾穆尼奧斯（西班牙語：El Muñoz），是巴拿馬的城鎮，位於該國中南部，由洛斯桑托斯省的拉斯塔布斯區負責管轄，面積33.1平方公里，2010年人口376，人口密度每平方公里11.4人。